# Arroio Trinta
Pour les articles homonymes, voir Arroio.
Arroio Trinta est une ville brésilienne située dans la mésorégion Ouest de Santa Catarina, dans l'État de Santa Catarina.

## Origine du nom
L'origine du nom de la ville est assez curieuse. Au début de la colonisation de la région, l'aliment de base des colons était la polenta et le moulin à farine le plus proche se trouvait à environ 18 km de là, dans la localité de Bom Sucesso. Le parcours se faisait alors à pied ou à cheval, et le trajet, très sinueux, croisait 30 fois un petit ruisseau, qui traverse la ville et se jette dans le rio São Bento. Cette anecdote valut son nom à la ville, arroio signifiant « ruisseau » et trinta « trente ».

## Géographie
Arroio Trinta se situe par une latitude de 26° 55′ 58″ sud et par une longitude de 51° 20′ 21″ ouest, à une altitude de 480 mètres.
Sa population était de 3 500 habitants au recensement de 2010. La municipalité s'étend sur 94 km2.
Arroio Trinta se trouve à 432 km à l'ouest de la capitale de l'État, Florianópolis. Elle est rattachée à la microrégion de Joaçaba, dans la mésorégion Ouest de Santa Catarina.
Son climat est tempéré et humide, aux étés frais, avec une température moyenne annuelle de 17 °C.
L'IDH de la ville était de 0,798 en 2000 (PNUD).

## Histoire
Le premier habitant connu de la région de la municipalité actuelle d'Arroio Trinta serait un caboclo établi en ces lieux entre 1900 et 1930. En 1924, plusieurs familles d'origine italienne, venues du sud de l'État de Santa Catarina (Criciúma et Urussanga), s'installent dans la région.
À l'époque, ce territoire était le lieu de passage de tropeiros qui faisaient le commerce du tabac et du yerba maté entre les localités de Perdizes (aujourd'hui Videira), Bom Sucesso (municipalité d'Iomerê), Arroio Trinta et Herciliópolis (municipalité d'Água Doce), et le Paraná.
La localité, construite à la croisée de deux chemins s'appelle tout d'abord Encruzadilha (« croisement », en français]. Le premier moulin y est construit en 1925, et une scierie en 1929. Une école ouvre à la même époque. En 1943, la localité devient district de Videira. Enfin, le 15 décembre 1961 acquiert son indépendance politique en tant que municipalité,,.

## Économie
L'économie locale se base sur l'agriculture, notamment l'élevage de volailles et lapins, ainsi que l'apiculture.

## Culture et tourisme
Environ 97 % de la population de la municipalité est d'origine italienne. La culture italienne y est très présente, portée notamment par le « centre des traditions italiennes d'Arroio Trinta » (Centro de Tradições Italianas de Arroio Trinta, en portugais), fondé en 1990. Le centre organise de nombreuses manifestations ayant pour but de promouvoir les traditions locale héritées de la culture italienne.
Tous les ans, la municipalité célèbre les fêtes suivantes :
- au mois de juin, un « dîner dansant italien » (Jantar Dançante Italiano);
- au mois de juillet, la « fête de Notre-Dame des Champs » (Festa de Nossa Senhora dos Campos), sainte patronne de la municipalité;
- le 15 décembre, l'anniversaire de la municipalité.

## Villes voisines
Arroio Trinta est voisine des municipalités (municípios) suivantes :
- Caçador
- Iomerê
- Macieira
- Treze Tílias
- Salto Veloso
- Videira